# Ballon d'or 1990
Navigation
Édition précédente Édition suivante
Le Ballon d'or 1990 est la 35e cérémonie du Ballon d'or, organisée par France Football. Il récompense l'Allemand Lothar Matthäus.

## Résultats
| Rang | Nom                   | Club                                              | Sélection            | Points |
| ---- | --------------------- | ------------------------------------------------- | -------------------- | ------ |
| 1    | Lothar Matthäus       | Inter Milan                                       | Allemagne            | 137    |
| 2    | Salvatore Schillaci   | Juventus                                          | Italie               | 84     |
| 3    | Andreas Brehme        | Inter Milan                                       | Allemagne            | 68     |
| 4    | Paul Gascoigne        | Tottenham Hotspur                                 | Angleterre           | 43     |
| 5    | Franco Baresi         | Milan AC                                          | Italie               | 37     |
| 6    | Enzo Scifo            | Auxerre                                           | Belgique             | 12     |
| 6    | Jürgen Klinsmann      | Inter Milan                                       | Allemagne            | 12     |
| 8    | Roberto Baggio        | ACF Fiorentina / Juventus                         | Italie               | 8      |
| 9    | Frank Rijkaard        | Milan AC                                          | Pays-Bas             | 7      |
| 10   | Guido Buchwald        | VfB Stuttgart                                     | Allemagne            | 6      |
| 11   | Jean-Pierre Papin     | Olympique de Marseille                            | France               | 3      |
| 12   | Rafael Martín Vázquez | Réal Madrid / Torino FC                           | Espagne              | 2      |
| 12   | Paul McGrath          | Aston Villa                                       | République d'Irlande | 2      |
| 12   | Robert Prosinečki     | Étoile rouge de Belgrade                          | Yougoslavie          | 2      |
| 12   | Des Walker            | Nottingham Forest                                 | Angleterre           | 2      |
| 12   | Walter Zenga          | Inter Milan                                       | Italie               | 2      |
| 12   | Dragan Stojković      | Étoile rouge de Belgrade / Olympique de Marseille | Yougoslavie          | 2      |
| 18   | John Barnes           | Liverpool FC                                      | Angleterre           | 1      |
| 18   | Michael Laudrup       | FC Barcelone                                      | Danemark             | 1      |
| 18   | Gary Lineker          | Tottenham Hotspur                                 | Angleterre           | 1      |
| 18   | David Platt           | Aston Villa                                       | Angleterre           | 1      |
| 18   | Rudi Völler           | AS Roma                                           | Allemagne            | 1      |
| 18   | Chris Waddle          | Olympique de Marseille                            | Angleterre           | 1      |